# Cyperus volckmannii
Cyperus volckmannii är en halvgräsart som beskrevs av Rodolfo Amando Philippi. Cyperus volckmannii ingår i släktet papyrusar, och familjen halvgräs. Inga underarter finns listade i Catalogue of Life.